# فن اللامبالاة (كتاب)
فن اللامبالاة لعيش حياة تخالف المألوف (بالإنجليزية: The Subtle Art of Not Giving a F*ck)‏ للكاتب مارك مانسون هو كتاب في التنمية البشرية، يتحدث فيه الكاتب عن ما يسميه صدمة تشعر بها بعد قراءتك للكتاب. الكتاب يتحدث عن أن الانسان لا يجب بالضرورة أن يكون إيجابياً طوال الوقت وأن المفتاح إلى بشر أكثر قوة وسعادة كامن في التعامل مع الشدائد تعاملاً أفضل. يقول مانسون: «فلنكن صادقين، الشيء السيئ سيئ وعلينا أن نتعايش مع هذا ولا نتهرب من الحقائق ولا نغلّفها بالسكّر، بل نقولها كما هي جرعة من الحقيقة الفجّة الصادقة المنعشة هي ما ينقصنا اليوم». يتناول الكتاب في فصوله كيفية تغلب الإنسان على عقبات حياته بطريقة منطقية بعيداً عن التهرب والخوف منها.

## شهرة الكتاب
بتاريخ 4 يوليو 2018 قام نجم الكرة المصرية ولاعب نادي ليفربول (محمد صلاح) بنشر صورة له على مواقع التواصل الاجتماعي يظهر فيها وهو يقرأ هذا الكتاب، وبسبب شهرته وخلال ساعات فقط أصبح اسم الكتاب الأكثر بحثاً على الإنترنت ودخل منافسات الأكثر مبيعاً. وقام الكاتب مارك مانسون بالتعقيب على تلك الصورة بالقول لصلاح: الكثير من الحب لك صلاح، استمتع. يمثل كتاب «فن اللامبالاة» توجهًا مختلفًا، ليس أقل وردية فحسب، بل انتقاديًا في مواجهة الدعاوى القديمة التي تشرّبتها الثقافة الشعبية، أبرزها استثنائية وتميز كل فرد في المجتمع؛ يظهر ذلك عندما يحدثك زميل مثلًا عن شوقه إلى يوم يكتشف فيه مجال تميزه، فلكل فرد – كما أخبرونا – مهارة ومجال يفوق فيه غيره.

## محتوى الكتاب
الكتاب أحد كتب التنمية البشرية وهو موجه للأشخاص الذين يريدون العيش حياة غير مألوفة، حيث يتحدث عن الصدمات التي بشعر بها، وان الإنسان لا يجب بالضرورة ان يكون ايجابي طول الوقت، حيث مفتاح السعادة والقوة هو في التعامل مع الشدائد بشكل أفضل. ويتناول في فصول كتاب فن اللامبالاة كيفية تغلب الانسان على عقبات حياته بطريقة منطقية بعيدا عن التهرب والخوف منها.
ظل يُقال لنا طيلة عشرات السنوات إن التفكير الإيجابي هو المفتاح إلى حياة سعيدة ثرية. لكن الكاتب يواجه تلك ” الإيجابية. ولا يتهرّب مانسون من الحقائق ولا يغلفها بالسكّر، بل يقولها لنا كما هي: جرعة من الحقيقة الفجِّة الصادقة المنعشة هي ما ينقصنا اليوم. فلنعمل على أن يكون لدينا كلنا شعور طيب ” التي غزت المجتمع المعاصر فأفسدت جيلًا بأسره صار ينال ميداليات ذهبية لمجرد الحضور إلى المدرسة. ينصحنا الكاتب بأن نعرف حدود إمكاناتنا وأن نتقبلها.
وأن ندرك مخاوفنا ونواقصنا وما لسنا واثقين منه، وأن نكفّ عن التهرب والفرار من ذلك كله ونبدأ مواجهة الحقائق الموجعة، حتى نصير قادرين على العثور على ما نبحث عنه من جرأة ومثابرة وصدق ومسؤولية وتسامح وحب للمعرفة. فلا يستطيع كل شخص أن يكون متميزًا متفوقًا. ففي المجتمع ناجحين وفاشلين؛ وقسم من هذا الواقع ليس عادلًا وليس نتيجة غلطتك أنت.وصحيح أن المال شيء حسن، لكن اهتمامك بما تفعله بحياتك أحسن كثيرًا؛ فالتجربة هي الثروة الحقيقية.إنها لحظة حديث حقيقي صادق لشخص يمسكك من كتفيك وينظر في عينيك.

## فصول الكتاب
- لا تحاول! Don't Try  يتحدث الكاتب في هذا الفصل من كتاب فن اللامبالاة عن بطل قصة يكافح من أجل ما يريده، لا يستسلم أبداً، ثم يحقق في النهاية أكثر أحلامه جنوناً، إلا أنه وبعد أن وافته المنية، كتب على قبره “لا تحاول”.
- السعادة مشكلة   حكي الكاتب في هذا الفصل من كتاب فن اللامبالاة عن بطل قصة يكافح من أجل ما يريده، لا يستسلم أبداً، ثم يحقق في النهاية أكثر أحلامه جنوناً، ويتحدث عن امير شاب عاش كل أنواع الراحة ثم خرج إلى العالم ليعرف المهعاناة الحقيقية ليكون في النهاية بوذا
- لست شخصًا خاصًا مميزًا You are not special: هذه الفصل قصة جديدة، لشخص نشيط يرى الحياة أمامه، إيجابي ويقدر ذاته إلى أبعد الحدود، أنه شخص مهم بمنظوره وكل الناس بحاجته، وفي جعبته قائمة بأسماء الأشخاص الهامين والمشهورين حول العالم قد تعاملوا معه وطلبوا مشورته، فهو لا ينفك بالتكلم عن نفسه، إلا أنه في الحقيقة ليس بهذا القدر، بل أقل من ذلك بكثير، ما زال علقة على والديه، يمص نقودهم من أجل المرح والحفلات والمعيشة، كما أن أعمامه وعماته لم يسلموا من متطلباته المالية، يقوم بإقناع أصحاب الأعمال ليشاركوه معهم، ويلح عليهم ليعطوه فرصة ليلقي كلمة أمام الجمهور من دون معرفة ماهية ما يجب قوله، وحين تنتقده يصفك بالجاهل الغبي الذي يغار منه ومن نجاحاته.
- قيمة المعاناة:The value of suffering الملازم الياباني الذي أخبره الإمبراطور أيام حرب أميركا على اليابان أن يقاتل لأخر نفس ولا يستسلم، جعله لا يصدق أي أمر له علاقة بانتهاء الحرب وبأن يخرجوا من أدغال باولينغ ليعودا إلى بلادهم، حيث بقي ثلاثين سنة من بعدها مختبئاً في الأدغال مسبباَ الفزع لأصحاب المكان، ومقتل اثنين من اصدقائه من أجل لا شيء، عدا العيش على الحشرات والقوارض، والنوم على التراب، ومعاناة لا تنتهي.
- أنت في حالة اختيار دائم You are always choosing: إذا كنت تجد نفسك تعيساً في وضعك الراهن، فمن المحتمل كثيراً أن يكون ذلك الأحساس ناجماً جزء منه على الأقل من أمر خارج عن إرادتك، هنالك مشكلة ليست لديك قدرة على حلها، مشكلة فرضت عليك فرضاً من غير اختيار من جانبك، أما عندما نحس أننا اخترنا مشكلاتنا، فأننا نشعر بالتمكن منها، وكأننا شحنا بطاقة جديدة، عندما تحس أن مشكلاتنا مفروضة علينا ضد إرادتنا نرى أنفسنا تعساء ونرى أنفسنا ضحايا.
- أنت مخطئ بكل شيء (وأنا أيضًا) You are wrong about everything : يقول الكاتب في هذا الفصل «لقد كنت مخطئًا في كل خطوة من خطوات طريقي، كنت مخطئاً في كل شيء طيلة حياتي، كنت مخطئاً في ما يتعلق بنفسي وبالآخرين وبالمجتمع وبالثقافة وبالكون وكل شيء»
- الفشل طريق التقدم: ذا كان شخص ما أفضل منك في أمر ما، فمن المحتمل كثيراً أنه فشل فيه أكثر مما فشلت أنت، وإذا كان شخص ما أسوأ منك، فمن المحتمل أن السبب في ذلك كامن في آلام عمليه التعلم الطويلة التي مررت بها، هذا ما أوضحه الكاتب والذي أعطى مثالاً عن الطفل الصغير عندما يتعلم المشي. كم سيقع ليفلح في النهاية؟
- أهمية قول لا Failure is the way forward. يتحدث الكاتب في هذا الفصل الفتى الذي قرر أن يتذوق طعم آخر للحياة بعيدًا عن وطنه وبعكس أصدقائه الذين تزوجوا وأصبح لهم عائلاتهم الخاصة وعملهم الخاص، قرر السفر لخمس وخمسين دولة للعمل والمتعة وتجربة الحرية، ليتوصل بعد تلك كل الزيارات، أن الحرية جميلة إلا أنها بلا معنى من دون فائدة. وبعد زيارته إلى روسيا والتي تتميز شعوبها بالصراحة بدون مجاملات، مما جعله يأخذ درساً منهم وهو أن يكون صريحاً وصادقاً في التعبير عن مشاعره، ولا يجب أن يعذب نفسه تحت رحمة آراء الآخرين
- وبعد ذلك تموت… And then you die.في الفصلالاخير يتحدث الكاتب عن خاتمة الحياة وأن العبرة أن حياتنا ليست محض صدفة، قد خلقنا لغاية ما، غاية لم نعرفها، غاية سنعرفها بمنتصف الطريق أو في نهايته، أو يمكن أن لا نعرفها، إلا أنها بكل تأكيد توجد غاية ما من وجودنا، ولكن بإمكانك أن تعزز ذلك أكثر، بيدك تستطيع أن تخلق تلك الغاية، فمع موتك ستعتقد أن كل شيء سينتهي، ولكن قصة خلودك بإمكانك أن تكتبها، بإمكانك أن تجعل غيرك يتذكرك، بعمل ما، بتطوير شيء ما يدخلك الموسوعات العلمية، بفعل إنساني ما يجعلك بذاكرة الكثير من الأشخاص الذين غيرت حياتهم.

## اقتباسات
- لسنا استثنائيين كلنا
- قيمة الصدق مهمة، حيث تجعلك تلك القيمة في معرفة نفسك أكثر، تجعلك تعرف ميزاتك وعيوبك.
- تطوير الذات يكمن في عدم الخوف من الفشل، وأنك كلما فشلت أكثر فقابليتك على خوض التجارب، والمشروعات أكثر وأكثر
- لا تحاول.. العبقرية ليست كامنة في التغلب على عقبات مستحيلة، ولا في تطوير النفس، إنما في أن تكون صادقًا مع نفسك كل الصدق.
- ان الالم والخسارة امران لا مهرب منهما، وان علينا انقلع عن محاولة مقاومتهما
- السعادة نوع من عملية منطقية
- ان القلق وعدم الرضا جزءان أصيلان من الطبيعة البشرية وهما ضروريان لخلق سعادة مستقرة
- سيكون ذلك الباندا هو البطل الذي لا يريده أحد منا ولكننا في حاجة إليه جميعا
- أن الحياة نفسها نوع من أنواع المعاناة، يعاني منها الأثرياء بسبب ثرائهم، يعاني منها الفقراء بسبب فقرهم، يعاني منها من ليس لديهم أسرة بسبب عدم وجود أسرة، ويعاني منها من لديهم أسرة لأن لديهم أسرة، ليس معنى هذا أن أنواع المعاناة جميعها متساوية كلها، بالتأكيد هناك معاناة أشد ألماً من معاناة أخرى، ولكن بالرغم من ذلك لنا جميعاً من المعاناة”.
- ان المعاناة أمر مفيد من الناحية البيولوجية، انها الواسطة لدى الطبيعة من أجل الحث على التغيير
- قُل لا، ارفض ما تراه يبعدك عما تُريده، لا أحد يريد أن يبقى في علاقة لا تجعله سعيدًا، وما من أحد يرغب في البقاء في عمل يكرهه ولا يؤمن به.
- الألم يساعدنا في رؤية ما هو جيد لنا وما هو سئ، إنه يساعدنا على فهم حدودنا وعدم تجاوزها، والمعاناة هي الدافع للتغيير.
- كيف تُصبح سعيدًا ؟ السعادة تأتي من حل المشكلات، فهي شكل من أشكال الفعل، إنها نشاط وليست شئ سحري يقع علينا من السماء.
- الفشل هو طريق التقدم، فكلما فشلت وحاولت كلما زادت قابليتك لخوض التجارب والمشروعات، فالخطأ هو جزء من عملية تطوير الذات.
- من أين يأتي الدافع في حياة الإنسان ؟ من الفعل، عليك أن تفعل شيئا ولو صغير، حتى يأتيك الإلهام لفعل شئ أكبر وهكذا.
- لا يوجد شخص استثنائي، لا أنا ولا أنت، لا يوجد شخص متميز، فالإحساس الزائد بالتميز يجعلك تنسى شعور الآخرين من حولك، لا تخدع نفسك بذلك.
- إن الدراسات تظهر أن الارتباط بين السعادة والنجاح المادي يقترب سريعًا من الصفر بعد أن يتمكن المرء من توفير احتياجاته المادية الأساسية.
- أنت عظيم حقًا، لست عظيم لأنك اخترعت تطبيق من أجل هاتف الآيفون، ولا لأنك تمكنت من إنهاء دراستك قبل الآخرين، أنت عظيم بالفعل لأنك قادر على مواجهة مالا نهاية له من التشوش، وفي مواجهة الموت المحتوم.
- هذا ما يجعل “ اللامبالاة ” أمرًا حسناً، هذا ما يجعل عدم الافراط في الاهتمام هو ما سينقذ العالم، وسوف تنقذه أنت من خلال قبولك أن العالم مكان سيئ، وأن هذا شيء لا بأس فيه لأن العالم كان هكذا على الدوام، ولأنه سيظل هكذا على الدوام.
- ن السفر أداة رائعة لتطوير الذات لأنها تنتزعك من قيم ثقافاتك وتجعلك ترى أن هناك مجتمعًا آخر يستطيع العيش بقيم مختلفة تمام الاختلاف وينجح في ذلك من غير أن يكره الأفراد أنفسهم
- السبيل الوحيد لأن تحس راحة تجاه الموت هو أن تفهم نفسك وأن ترى نفسك كما لو أنك شيئا أكبر من نفسك؛ وأن تختار القيم التي تمتد إلى ما بعد زمنك أنت نفسك : قيم بسيطة مباشرة يمكنك التحكم فيها ويمكنها التسامح مع فوضى العالم من حولك.[6]
- أو أن يكون لديك إحساسًا شديدًا بالذنب نتيجة كل غلطة ترتكبها إلى حد يجعلك تبدأ الإحساس بالذنب تجاه نفسك لأن لديك كل هذا الإحساس بالذنب.